# رعيم
رعيم (بالعبرية: רֵעִים‏) التي تعني بالعربية الأصدقاء هو كيبوتس في جنوب إسرائيل، وإحدى القرى المجاورة لغزة. يقع عند ملتقى وادي غزة ووادي الشريعة في شمال غرب صحراء النقب، ويقع ضمن اختصاص المجلس الإقليمي أشكول. في 2019 كان عدد سكانه 409.
تأسست رعيم في عام 1949 من قبل أعضاء اتحاد الكشافة الإسرائيلي الذين تم تسريحهم من البلماح.

## تاريخ
تم إنشاء الكيبوتس في عام 1949 من قبل أعضاء البلماح السابقين بالاسم المؤقت هتسوفيم فاف. ثم سميت تل رعيم ( (بالعبرية: תל רעים‏)، أشعل. تلة الأصدقاء) بعد الترجمة العربية لموقع تل جمة الأثري القريب. تم تغيير اسمها في النهاية إلى رعيم تخليدًا لذكرى أعضاء جارين الذين قتلوا في الحرب العربية الإسرائيلية عام 1948. والاسم الذي يعني "الأصدقاء" مأخوذ من سفر الأمثال (18: 24) ليرمز إليهم.
وقد قام بتخطيط الكيبوتس المهندس المعماري حنان هبارون، أحد مؤسسي الكيبوتس وعضو فيه حتى وفاته عام 2002. تم وصف الأسلوب الزاهد على أنه تعبير مرئي عن وجهات نظر هابارون الاجتماعية والمعمارية العالمية. وقال عساف كشتان، وهو مهندس معماري إسرائيلي كتب كتابا عن هبارون، إنه في السنوات الأخيرة، لم يعد أسلوب هبارون محبوبا لدى سكان رعيم.
ويمتلك الجيش الإسرائيلي قاعدة بالقرب من الكيبوتس. وقبل الانسحاب الإسرائيلي من غزة عام 2005، تم استخدام القاعدة كمعسكر للقوات التي تم إجلاؤها.[بحاجة لمصدر] بعد فك الارتباط، أصبحت رعيم هدف رئيسي لصواريخ القسام التي أطلقت عليها من قطاع غزة. وفي عام 2008، طلبت قوات الجيش الإسرائيلي في القاعدة القريبة بالقرب من ناحال عوز نقل القاعدة إلى المنطقة القريبة من رعيم، بعيدًا عن مدى قذائف الهاون التي تطلقها حماس.
في 7 أكتوبر 2023، تم اجتياح رعيم لفترة وجيزة من قبل مقاتلي حماس خلال معركة رعيم. ووردت أنباء عن سقوط عشرات الضحايا الإسرائيليين في المنطقة. وفي اليوم نفسه، أثناء مهرجان موسيقي أقيم في أراضي الكيبوتس، اجتاح مسلحو حماس الحدث، وأطلقوا النار بشكل عشوائي على الحشد، مما تسبب في سقوط مئات الضحايا، مع إصابة العديد من الأشخاص الآخرين أو احتجازهم كرهائن.